# Grizzana Morandi
Grizzana Morandi is een gemeente in de Italiaanse metropolitane stad Bologna (regio Emilia-Romagna) en telt 3966 inwoners (31-12-2004). De oppervlakte bedraagt 77,3 km², de bevolkingsdichtheid is 48 inwoners per km².

## Naam
Oorspronkelijke heette de gemeente eenvoudigweg Grizzana. In 1985 werd 'Morandi' toegevoegd, als eerbetoon aan de Italiaanse kunstschilder Giorgio Morandi, die vanaf 1913 vele jaren zijn zomervakantie hier doorbracht en die vele van zijn landschapsschilderijen hier maakte. Eerst in Casa Veggetti, later in een huis dat hij zelf liet bouwen.

## Demografie
Grizzana Morandi telt ongeveer 1790 huishoudens. Het aantal inwoners steeg in de periode 1991-2001 met 30,4% volgens cijfers uit de tienjaarlijkse volkstellingen van ISTAT.
| Jaar | Inwoneraantal |
| ---- | ------------- |
| 1991 | 2832          |
| 2001 | 3694          |

## Geografie
De gemeente ligt op ongeveer 547 meter boven zeeniveau.
Grizzana Morandi grenst aan de volgende gemeenten: Camugnano, Castel di Casio, Castiglione dei Pepoli, Gaggio Montano, Marzabotto, Monzuno, San Benedetto Val di Sambro, Vergato.